# Subregión del Baudó
Baudó es una de las 5 subregiones que componen el departamento del Chocó (Colombia). Está integrada por los siguientes municipios, al suroccidente del mismo:
- Alto Baudó
- Bajo Baudó
- Medio Baudó